# 재료과학
재료과학(材料科學, 영어: materials science) 또는 신소재과학(新素材科學)은 재료의 화학 · 물리적 속성을 다루는 학문이다. 재료과학은 다음의 5가지 재료들을 포함하고 각각의 연구로 구분된다.
1. 금속 재료
2. 무기 재료
3. 고분자 재료
4. 전자 재료 (전자재료는 기능에 따른 분류로써 주로 무기재료로 이루어져 있다.)
5. 바이오 재료

재료과학의 산업상 응용 기술은 casting, rolling, welding, ion implantation, crystal growth, thin-film deposition, sintering, glassblowing 등이 있고, 분석적인 기술 electron microscopy, x-ray diffraction, calorimetry, nuclear microscopy (HEFIB) 등을 포함한다.
이 기술들은 미시적 요인에서부터 거시적 요인을 아우르고 있다. 재료과학에서는 원하는 성질(properties)을 얻기 위해 공정(processing), 미세 구조(structure)를 조절하게 되는데, 이들 3가지를 일컬어 재료의 미시적 이해라 하며 구조-공정-성질간의 깊은 연관관계에 의해 재료의 거시적 이해인 성능이 좌우된다. 즉, 각각 미시적 요인들이 최대가 되었을 때 그 재료는 최대의 성능이 발휘되는 것이다.

## 역사
재료과학의 역사는 인류가 도구를 사용하면서 시작되었으며, 인류의 발달과정에 지대한 영향을 끼쳤다. 따라서 재료의 발달과정이 고대의 인류문명을 나누는 기준으로도 사용되고 있다. 이는 문명의 발달 정도가 당 시대의 사람들이 사용하던 도구를 이루고 있는 재료를 통해 가늠될 수 있기 때문이다. 석기시대, 청동기시대, 철기시대와 같은 것들이 그것이며 가늠하는 방법은 다음과 같다. 구석기시대(석기 시대 초기인, 12,000년 전 플라이스토세 말기)는 단단한 데다 깨면 날카로워지는 돌이라는 재료의 성질을 이용해 만든 뗀석기를 사용하던 시기를 지칭한다. 신석기 시대(기원전 9500~9000년경 시작)는 돌을 갈면 맨질맨질한 데다 원하는 모양을 만들 수 있다는 재료의 성질을 이용해 간석기를 만들던 시대를 말한다. 청동기 시대(3500년경 시작)에는 구리와 주석을 비율을 맞춰 섞으면 단단해지는 재료의 성질을 이용해 청동, 즉 하이브리드 재료를 사용하던 시대를 말한다. 철기 시대 (鐵器時代, 기원전 1200년경 ~ 586년경)는 기원 전 13세기 경 산소에 산화된 산화철을 환원시켜 사용할 수 있게 되어 인류가 철을 사용하게 된 시기를 말한다. 현 시대 역시 재료를 보는 관점에 따라 신-철기시대, 신-석기시대, 실리콘 시대, 플라스틱 시대 등으로 구분할 수 있다. 이와 같이 재료과학의 역사는 인류가 도구를 사용하면서 시작되어 석기시대, 청동기시대, 철기시대를 거쳐 현 시대까지 이어져 오고 있다.
컴온 베이비

## 연구에서의 재료과학
재료과학은 연구자들로부터 많은 관심을 받아왔다. 거의 대부분의 대학에서, 그리고 재료과학 연구에서 재료과학 부서와 더불어 물리와 화학분야 그리고 화학 공학에 이르기까지 많은 부서들이 연관되었다. 연구에서의 재료과학은 강렬하고 많은 방안들이 있다. 뒤에 나오는 목록은 철저하지 않다. 그것은 단지 특정한 중요 연구 분야를 강조하는 역할만을 한다.

### 나노재료

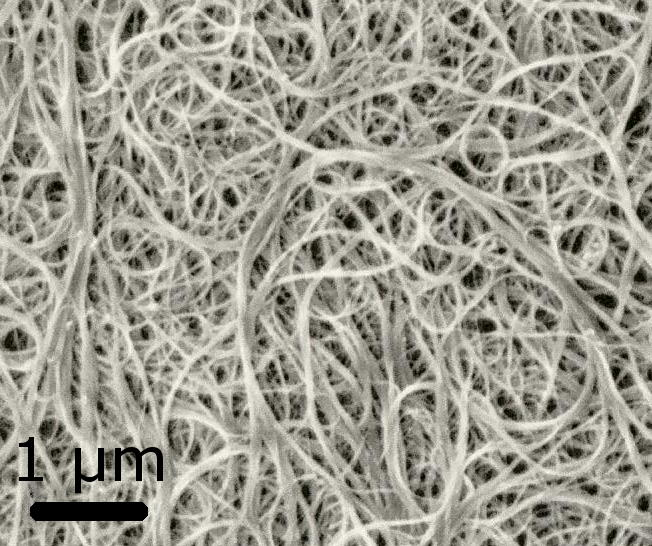
A scanning electron microscopy image of carbon nanotubes bundles

나노재료는 원칙적으로는 1~100nm사이의 10^-9m의 크기 안에 들어가는 길이 안에 속하는 물질에 해당한다. 나노 재료 연구는 나노 기술로 접근을 재료과학을 기초로 해서 하며 발전된 도량역학의 기술을 가져오며, 미세구조물 제작의 지원을 바탕으로한 합성을 가져온다. 나노 규모의 구조를 가지고 있는 물질은 보통 독특한 전자 혹은 기계적인 광학 성질을 가지고 있다. 나노 물질의 분야는 화학의 전통적인 분야같이 느슨하게 조직되어 있으며 나노 물질의 범위는 느슨하게 화학의 전통적인 분야 같은 fullerenes와 무기 나노 물질 다른에 따라 같은 유기(생각으론)는 나노 물질로 조직화된다. 실리콘과 같은 요소. 나노 물질의 예로는 fullerenes, 탄소 나노 튜브, 나노 결정체 등을 포함한다.

### 컴퓨터를 이용한 재료 과학 그리고 재료 이론
컴퓨터의 힘을 사용하는 일이 증가하며, 또 재료의 반응의 자극이 가능해졌다. 이것이 새로운 재료들을 설계해주었을 뿐만 아니라 이전에는 알려지지 못했던 재료과학의 특성을 발견하도록 해주었다. 여태까지, 새로운 재료들은 시간을 소모하고 오류정정과정을 통해서 발견되었다. 그러나 이제 컴퓨터적인 기술이 급진적으로 시간을 줄일 것으로 예측되며, 그리고 우리가 재료의 특성을 맞추는 것을 가능하게 해 줄 것으로 예측된다. 이것은 모든 길이의 규모로, 예를 들면 밀도함수이론, 분자동력학 같은 방식을 포함해서, 물질을 자극하는 것을 수반한다.

## 신소재
신소재(新素材)는 종래의 금속이나 플라스틱에 없는 뛰어난 특성을 가진 소재이다. ① 뉴세라믹스, 파인 세라믹스 ― 이미 전자재료나 기계부품의 일부로 사용되고 있으며 핵융합로, 자동차 엔진, 인공뼈 등에 대한 이용이 연구되고 있다. ② 기능성 고분자재료 ― 선택흡수, 도전성(導電性), 압전성(壓電性) 등의 특성을 갖추고 있는 고분자이다. 해수담수화 막(膜), 해수 중의 우라늄 분리, 생체재료 등에 쓰인다. ③ 복합재료 ― 플라스틱에 금속이나 유리섬유를 합쳐 강도, 전도성, 중량의 경감 등 각각 장점을 살려 항공기의 구조재 등 소재 개발이 진행되고 있다.

## 같이 보기
- 생물소재
- 액정
- 캐릭터리제이션(영어판)
  - 이온크로마토그래피(IC)
  - 주사전자현미경(SEM)
  - 중금속성분분석(EDX)